# Llista de topònims de Senan
Llista de topònims (noms propis de lloc) del municipi de Senan, a la Conca de Barberà
Informació actualitzada per un bot. Els canvis manuals es perdran quan s'actualitzi!

## casa
| imatge | Nom                                     | Ubicat a | instància de | Detalls                                  | coordenades                                                               | Protecció                                  | Commons (més fotos) | Dades a WD                    |
| ------ | --------------------------------------- | -------- | ------------ | ---------------------------------------- | ------------------------------------------------------------------------- | ------------------------------------------ | ------------------- | ----------------------------- |
|        | Cal Modesto                             | Senan    | casa         | Estil: arquitectura popular              | 41° 28′ 11″ N, 1° 05′ 12″ E / 41.46985°N,1.0868°E                         | bé integrant del patrimoni cultural català |                     | Modifica les dades a Wikidata |
|        | Can Puvill                              | Senan    | casa         | Estil: arquitectura popular 18th century | 41° 28′ 11″ N, 1° 05′ 19″ E / 41.46974°N,1.0886°E ca:C. Major, 8 651 msnm | bé integrant del patrimoni cultural català | Can Puvill          | Modifica les dades a Wikidata |
|        | Casa entre mitgeres al carrer Portal, 9 | Senan    | casa         |                                          | 41° 28′ 11″ N, 1° 05′ 19″ E / 41.469805°N,1.088565°E                      | bé cultural d'interès local                |                     | Modifica les dades a Wikidata |

## creu de terme
| imatge | Nom                              | Ubicat a | instància de  | Detalls                     | coordenades                                                                   | Protecció                   | Commons (més fotos)              | Dades a WD                    |
| ------ | -------------------------------- | -------- | ------------- | --------------------------- | ----------------------------------------------------------------------------- | --------------------------- | -------------------------------- | ----------------------------- |
|        | creu de terme del carrer Castell | Senan    | creu de terme | Estil: arquitectura popular | 41° 28′ 12″ N, 1° 05′ 16″ E / 41.470102°N,1.087703°E                          | bé cultural d'interès local |                                  | Modifica les dades a Wikidata |
|        | creu de terme del carrer Major   | Senan    | creu de terme | Estil: arquitectura gòtica  | 41° 28′ 12″ N, 1° 05′ 15″ E / 41.469925°N,1.087436°E ca:C. Major, 25 660 msnm | bé cultural d'interès local | Creu de terme del carrer Castell | Modifica les dades a Wikidata |

## masia
| imatge | Nom                    | Ubicat a      | instància de | Detalls | coordenades                                                         | Protecció | Commons (més fotos) | Dades a WD                    |
| ------ | ---------------------- | ------------- | ------------ | ------- | ------------------------------------------------------------------- | --------- | ------------------- | ----------------------------- |
|        | Ca la Nuri             | Senan         | masia        |         | 41° 28′ 11″ N, 1° 05′ 01″ E / 41.4697735171535°N,1.0836734007089°E  |           |                     | Modifica les dades a Wikidata |
|        | Mas de l'Hereu         | Senan         | masia        |         | 41° 29′ 27″ N, 1° 03′ 12″ E / 41.4908162406446°N,1.05327374615003°E |           |                     | Modifica les dades a Wikidata |
|        | Mas del Batllevell     | Senan         | masia        |         | 41° 29′ 09″ N, 1° 03′ 17″ E / 41.48574639°N,1.05474444°E            |           |                     | Modifica les dades a Wikidata |
|        | Mas del Foraster       | Senan         | masia        |         | 41° 28′ 31″ N, 1° 03′ 19″ E / 41.4754°N,1.05524°E                   |           |                     | Modifica les dades a Wikidata |
|        | Vilabertró             | Senan         | masia        |         | 41° 28′ 29″ N, 1° 02′ 48″ E / 41.4746998563245°N,1.04671440640859°E |           |                     | Modifica les dades a Wikidata |
|        | Xalet de la Vilabertró | Fulleda Senan | masia        |         | 41° 28′ 13″ N, 1° 03′ 02″ E / 41.47027804163°N,1.0504672709659°E    |           |                     | Modifica les dades a Wikidata |

## muntanya
| imatge | Nom                     | Ubicat a                            | instància de | Detalls | coordenades                                                         | Protecció | Commons (més fotos) | Dades a WD                    |
| ------ | ----------------------- | ----------------------------------- | ------------ | ------- | ------------------------------------------------------------------- | --------- | ------------------- | ----------------------------- |
|        | Cobertran               | Vallbona de les Monges Senan        | muntanya     |         | 41° 28′ 19″ N, 1° 06′ 23″ E / 41.472°N,1.10647°E                    |           |                     | Modifica les dades a Wikidata |
|        | Puig Pedrós             | Fulleda Senan l'Espluga Calba       | muntanya     |         | 41° 28′ 48″ N, 1° 02′ 15″ E / 41.4799°N,1.03744°E 585.9 msnm        |           |                     | Modifica les dades a Wikidata |
|        | Punta Alta              | Senan                               | muntanya     |         | 41° 28′ 35″ N, 1° 04′ 47″ E / 41.4765°N,1.07966°E 672.7 msnm        |           |                     | Modifica les dades a Wikidata |
|        | el Bosquet              | Senan                               | muntanya     |         | 41° 27′ 56″ N, 1° 05′ 26″ E / 41.46559722°N,1.09068333°E 726.5 msnm |           |                     | Modifica les dades a Wikidata |
|        | els Morellons           | Fulleda Senan l'Espluga de Francolí | muntanya     |         | 41° 27′ 35″ N, 1° 04′ 36″ E / 41.4598°N,1.07653611°E 726.1 msnm     |           |                     | Modifica les dades a Wikidata |
|        | punta del Comellar Gran | Senan                               | muntanya     |         | 41° 28′ 54″ N, 1° 04′ 50″ E / 41.48162222°N,1.08061944°E 711.5 msnm |           |                     | Modifica les dades a Wikidata |

## serra
| imatge | Nom        | Ubicat a                            | instància de | Detalls | coordenades                                                       | Protecció | Commons (més fotos) | Dades a WD                    |
| ------ | ---------- | ----------------------------------- | ------------ | ------- | ----------------------------------------------------------------- | --------- | ------------------- | ----------------------------- |
|        | La Serra   | Senan                               | serra        |         | 41° 28′ 11″ N, 1° 06′ 03″ E / 41.46978333°N,1.100945°E 777.7 msnm |           |                     | Modifica les dades a Wikidata |
|        | La Serreta | l'Espluga de Francolí Senan Fulleda | serra        |         | 41° 27′ 44″ N, 1° 04′ 19″ E / 41.4623°N,1.07186°E 712.8 msnm      |           |                     | Modifica les dades a Wikidata |

## Misc
| imatge | Nom                        | Ubicat a | instància de                                   | Detalls                      | coordenades                                                         | Protecció                   | Commons (més fotos)  | Dades a WD                    |
| ------ | -------------------------- | -------- | ---------------------------------------------- | ---------------------------- | ------------------------------------------------------------------- | --------------------------- | -------------------- | ----------------------------- |
|        | Antiga Rectoria            | Senan    | edifici                                        | Estil: arquitectura popular  | 41° 28′ 12″ N, 1° 05′ 14″ E / 41.469899°N,1.087335°E                | bé cultural d'interès local |                      | Modifica les dades a Wikidata |
|        | Font Vella                 | Senan    | font                                           | Estil: arquitectura gòtica   | 41° 28′ 13″ N, 1° 04′ 59″ E / 41.470339°N,1.083177°E                | bé cultural d'interès local |                      | Modifica les dades a Wikidata |
|        | Granges Sant Roc           | Senan    | granja                                         |                              | 41° 28′ 16″ N, 1° 05′ 16″ E / 41.4709785621728°N,1.08788910030268°E |                             |                      | Modifica les dades a Wikidata |
|        | Pou de la Vila             | Senan    | pou                                            | Estil: arquitectura popular  | 41° 28′ 21″ N, 1° 05′ 22″ E / 41.472369°N,1.089459°E                | bé cultural d'interès local |                      | Modifica les dades a Wikidata |
|        | Santa Maria de Senan       | Senan    | església                                       | Estil: arquitectura romànica | 41° 28′ 12″ N, 1° 05′ 15″ E / 41.4699°N,1.08759°E 652 msnm          | bé cultural d'interès local | Santa Maria de Senan | Modifica les dades a Wikidata |
|        | Senan                      | Senan    | entitat singular de població capital municipal | 46 hab                       | 41° 28′ 11″ N, 1° 05′ 15″ E / 41.4697413°N,1.08739313°E 647 msnm    |                             |                      | Modifica les dades a Wikidata |
|        | casa consistorial de Senan | Senan    | casa consistorial                              |                              | 41° 28′ 12″ N, 1° 05′ 18″ E / 41.4699425°N,1.0882525°E              |                             |                      | Modifica les dades a Wikidata |
|        | pallissa del Salvadoret    | Senan    | cabana                                         |                              | 41° 28′ 19″ N, 1° 03′ 35″ E / 41.4719283455082°N,1.05963521994978°E |                             |                      | Modifica les dades a Wikidata |